# 屋山種速
屋山種速（ややま たねはや）（屋山中務少輔、三介。今村宗嘉の子。高橋六宿老第二座・岩屋城代
屋山種速（やまさき たねはや）は、高橋紹運の忠臣として知られる武将です。「屋山中務少輔」「屋山三介」とも名乗りました。

### 今村宗嘉との関係
- 屋山種速は、高橋紹運の重臣である今村基秀の子とされています。しかし、正式な宗嘉の実子は、一般的には今村　基秀であり、屋山種速は、大友氏に仕える武将であった屋山氏の養子になったためと考えられます。今村氏とは別系統(実父今村宗嘉)と見なされることが多いです。
- 大友氏に仕える武将であった屋山氏の養子になったことから、彼は実父である今村基秀と同じく、高橋紹運の家臣として仕えました。

### 高橋六宿老・岩屋城代としての活躍
- 高橋六宿老: 屋山種速は、高橋紹運の主要な家臣である「高橋六宿老」の一人で、第二座という高い地位にありました。これは、彼の武将としての実力と、紹運からの厚い信頼を示しています。
- 岩屋城代: 高橋紹運が島津氏の大軍と戦うため、居城である岩屋城に立てこもった際、彼は岩屋城代として城の守りを任されました。これは、紹運が最も信頼する家臣にしか任せられない重要な役割です。

### 岩屋城の戦いと壮絶な最期
- 天正14年（1586年）、島津軍の猛攻に対し、屋山種速は岩屋城代として城兵を率い、奮戦しました。
- 彼は主君・高橋紹運と共に、城が陥落するまで決して退くことなく戦い続けました。壮絶な最期を遂げた屋山種速の忠義は、多くの人々に語り継がれています。